# Río Abuná
El río Abuná (o Abunã, en la parte brasileña) es un corto y caudaloso río amazónico, uno de los afluentes del curso alto del río Madera, que forma casi todo su curso parte de la frontera norte entre Bolivia (departamento de Pando) y Brasil (estados de Acre y Rondonia). Tiene una longitud aproximada de unos 375 km, aunque con una de sus fuentes, el río Ina, alcanza los 520 km.

## Geografía
El río Abuná nace en la Cordillera Oriental de los Andes bolivianos, de la confluencia de dos pequeños ríos, el río Xipamanu (o Xipamanu) y el río Caramanu, en el departamento de Pando. Tiene como principales afluentes el río Rapirrán, el río Mapim, el río Mamo-Manu y el río Negro (y su afluente el río Pacahuaras).
En algunos sectores el río es cruzado por afloraciones del Escudo Brasileño, formación geológica que origina las cachuelas o zonas de rápidos y pequeñas cataratas.
Tiene solamente dos poblaciones de importancia en sus orillas: Santa Rosa del Abuná, capital de la provincia Rosa del Abuná, y la nueva población de Montevideo, que es una ciudad comercial. Atraviesa las pequeñas localidades de San Lourdes, Puerto Rico, Santos Mercado, Bom Comercio, Fortaleza y Abuná, en la desembocadura con el Madera, frente a la que se localiza, en la ribera opuesta, la localidad boliviana de Manoa. El río es navegable en un tramo de 320 km en su curso inferior.